# Threnosia hypopolia
Threnosia hypopolia là một loài bướm đêm thuộc phân họ Arctiinae, họ Erebidae.